# Штефан Фек
Штефан Фек (нім. Stephan Feck, 17 лютого 1990) — німецький стрибун у воду.
Учасник Олімпійських Ігор 2012, 2016 років.